# Secrétaire général d'université
Pour les articles homonymes, voir Secrétaire général.
Le directeur général des services, anciennement « secrétaire général d'université », est un fonctionnaire sous l'autorité du président de l'université ou du directeur d'un établissement universitaire.

## Nomination
Les fonctionnaires susceptibles d'accéder à cette fonction doivent soit avoir été recrutés par l'ENA, soit avoir accompli un minimum de dix ans de services en catégorie A.
Ils sont nommés par arrêté du ministre chargé de l'enseignement supérieur, sur proposition du président ou du directeur de l'établissement public d'enseignement supérieur, pour une durée maximale de cinq ans renouvelable au maximum à dix ans.

## Rôle
Le directeur général des services assure la direction des organes administratifs, financiers et techniques de l’université.